# حزب العدالة الاجتماعية (الصومال)
حزب العدالة الاجتماعية (بالصومالية: Xisbiga Caddaaladda Bulshada)‏ هو حزب سياسي في الصومال. تأسس في نوفمبر 2014 من قبل رئيس بلدية مقديشو السابق محمد نور. والغرض الأساسي من تشكيل هذا الحزب هو تعزيز العدالة والوحدة وتسهيل التنمية وإعادة الإعمار في البلاد. 
في مايو 2015، افتتح مكتب الحزب في السويد. 
اعتبارًا من يناير 2016، لم يكن هناك مكتب حزبي في مقديشو لأنه «لا يوجد أمن في المدينة ولا يريدون أن يتم استهدافهم». 